# Veine iliaque externe
La veine iliaque externe fait suite à la veine fémorale après le  ligament inguinal, s'unit avec la veine iliaque interne pour former la veine iliaque commune.
Elles sont accompagnées des artères iliaques externes.
Elle reçoit également le sang de la veine épigastrique inférieure, circonflexe iliaque profonde, obturatrice et rétro-pubienne.